# Roxane, la vie sexuelle de ma pote
 (juillet 2015).
Si vous disposez d'ouvrages ou d'articles de référence ou si vous connaissez des sites web de qualité traitant du thème abordé ici, merci de compléter l'article en donnant les références utiles à sa vérifiabilité et en les liant à la section « Notes et références ».
Roxane, la vie sexuelle de ma pote est une série télévisée française, créée par Julie Bargeton en 2012 et diffusée sur la chaîne Chérie 25.

## Synopsis
Les tribulations d'une jeune célibataire à la recherche du Grand Amour. Ayant du mal à saisir les hommes, elle se confie à son ami d'enfance Yannis, son pendant masculin...

## Fiche technique
Sauf indication contraire, les informations mentionnées dans cette section peuvent être confirmées par la base de données cinématographiques IMDb,  présente dans la section « Liens externes ».
- Sociétés de production : Skits Productions
- Producteurs : Erwan Marinopoulos, Julie Bargeton
- Réalisation : Benjamin Lehrer
- Scénaristes : Julie Bargeton, Erwan Marinopoulos, Anne-Sophie Girard, Marianne Michot

## Distribution
Sauf indication contraire, les informations mentionnées dans cette section peuvent être confirmées par la base de données cinématographiques IMDb,  présente dans la section « Liens externes ».
Acteurs principaux
- Julie Bargeton  : Roxane (40 épisodes, 2012-2013)
- Erwan Marinopoulos  : Yannis, le pote (40 épisodes, 2012-2013)
- Matthias Van Khache  : Le connard (29 épisodes, 2012-2013)
- Fary : Le barman (19 épisodes, 2013)
- Bruno Sanches : Le barman (16 épisodes, 2012-2013)

Acteurs récurrents
- Zazon Castro : Chloé (15 épisodes, 2012-2013)
- Diane Laszlo : Rita (13 épisodes, 2012-2013)
- Anne-Sophie Girard : Marie-Odile (11 épisodes, 2012-2013)
- Sébastien Magne : Yohan (11 épisodes, 2013)
- Eric Laugérias : JC Lagarde aka Broccoli (5 épisodes, 2012-2013)

## Épisodes

### Première saison (2012)
1. Femme fatale
2. Love etc...
3. Les préjugés
4. Plutôt seule que...
5. Sex Friend
6. A poil et à plume
7. Harcèle-moi si tu peux
8. Fidèle infidèle
9. Amour de lycée
10. Fucking Valentin
11. Sexo politicus
12. La bible de la drague
13. SMS en détresse
14. Gai luron
15. Le monde à l'envers
16. Le stagiaire
17. Laisse, c'est pour moi
18. La rupture
19. Adopte un keum
20. Jet Lag

### Deuxième saison (2013)
1. Very Bad Cuite
2. L'anniversaire
3. Mal de mere
4. Back dans les bacs
5. Entre filles
6. Ménage à trois
7. Maitresse o ma maitresse
8. Bisounours
9. La Star
10. Il venait d'avoir 18 ans
11. Tu peux pas test
12. Si j'etais un homme
13. Kama sous draps
14. Blind Love
15. Fixette conso
16. C'est pas la taille qui compte
17. Ni oui ni non
18. Vieille bique
19. Sex Toy Story
20. Connard final

## Commentaires
- Roxane (La vie sexuelle de ma pote) joue au Dr Love et livre ses conseils hot sur Chérie 25[2]